# 艾哈邁德訥格爾蘇丹國

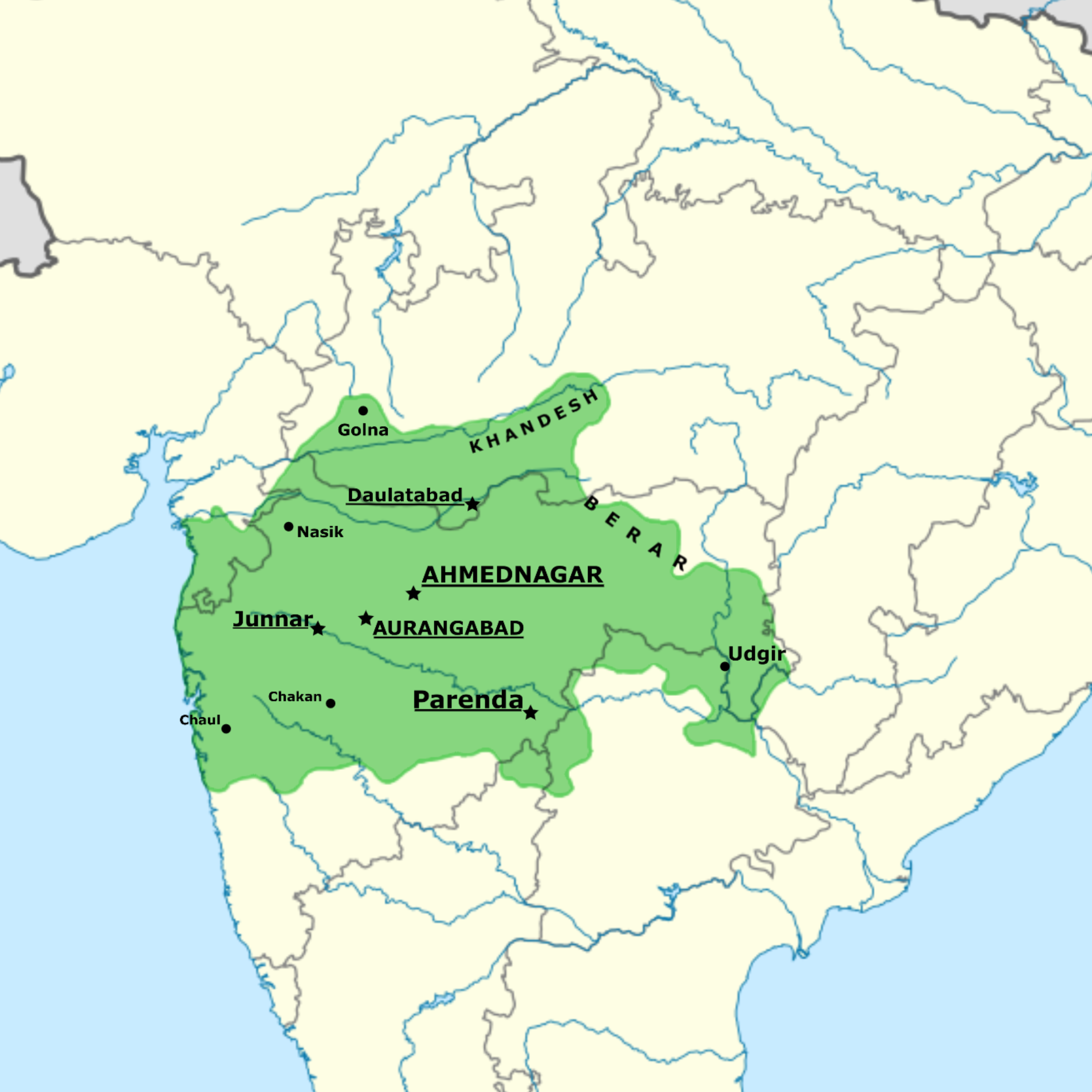
艾哈邁德訥格爾蘇丹國的疆域

艾哈邁德訥格爾蘇丹國是一個由尼扎姆·沙希王朝統治，位于德干高原西北部，位於古吉拉特蘇丹國和比賈布爾蘇丹國之間的國家。1490年5月28日，巴赫曼尼蘇丹國的久納爾總督艾哈邁德·尼扎姆沙在擊敗由詹吉爾汗將軍率領的巴赫曼尼軍隊後，宣布獨立，創建了艾哈邁德訥格爾蘇丹國。
最初，蘇丹國的首都設於久纳尔及其堡壘，久納爾的堡壘後來改名為錫夫內里堡。1494年，遷都艾哈迈德讷格尔，一座名為艾哈邁德訥格爾堡的齊拉成為該國的新行政中心。1636年，時任德干高原海德拉巴蘇巴總督的奥朗则布將該國併入蒙兀兒帝國。